# Liga Mexicana del Pacífico 1993-94
La Temporada 1993-94 de la Liga Mexicana del Pacífico fue la 36.ª edición, llevó el nombre de Leonardo Ovies Olea y comenzó el 12 de octubre de 1993.
La directiva de la Liga bajo la presidencia del Dr. Arturo León Lerma acordó un cambio en el sistema para elegir al campeón en esta edición; concluidas las dos vueltas con su puntaje correspondiente, los mejores 6 clasificados pasan a una ronda eliminatoria definiéndose 3 ganadores y un cuarto en repesca, según el número mayor de juegos ganados en esta primera etapa.
El acuerdo otorga mayores oportunidades para que las novenas se involucren en la fiesta beisbolera de enero, disminuyendo a solo dos los equipos eliminados; el anterior procedimiento permitía el pase de 4 equipos a la pos-temporada siendo también 4 los que quedaban fuera al sumarse los puntos obtenidos en las dos vueltas. 
Durante la campaña se lanzaron dos juego sin hit ni carrera, uno en temporada regular y otro en play-offs.
La temporada finalizó el 26 de enero de 1994, con la coronación de los Naranjeros de Hermosillo al vencer 4-0 en serie final a los Mayos de Navojoa.

## Sistema de competencia

### Temporada regular
La temporada regular consta de dos mitades lo cual abarca un total de 68 juegos a disputarse para cada uno de los ocho clubes que conforman a la Liga Mexicana del Pacífico. La primera mitad está integrada de 35 juegos para cada club y la segunda de 33 juegos para cada club. Al término de cada mitad, se asigna un puntaje que va de 1 a 8 puntos en forma ascendente, según la clasificación (standing) general de cada club. A continuación se muestra la distribución de dicho puntaje:
- Primera posición: 8 puntos
- Segunda: 7 puntos
- Tercera: 6 puntos
- Cuarta: 5 puntos
- Quinta: 4 puntos
- Sexta: 3 puntos
- Séptima: 2 puntos
- Octava: 1 puntos

### Postemporada
Tras el término de la segunda vuelta, los seis equipos con mayor puntaje sobre la base de las dos mitades de la temporada regular pasan a la etapa denominada postemporada (play-offs). En esta etapa, los equipos se enfrentan entre sí en una serie de siete juegos donde deben ganar cuatro para avanzar a las semifinales. Es importante señalar que los tres equipos que obtuvieron mayor puntaje en la temporada regular empiezan la serie con dos juegos en su estadio (esta etapa de juego es conocida como «repesca»), para continuar con tres partidos en el estadio contrario y finalmente concretar la serie de nuevo en su estadio. Estos últimos dos juegos no son necesarios si alguno de los equipos obtiene una ventaja clara en la serie sobre su rival.

### Semifinales
Para la etapa de semifinales, pasan los tres equipos con mejor posición en el standing de juegos ganados y perdidos más uno adicional que es denominado «mejor perdedor», el cual resulta de poseer la mayor cantidad de juegos ganados en la repesca, principalmente. De esta manera, el mejor perdedor se enfrenta como visitante al equipo mejor situado del standing en una serie, mientras que el segundo y el tercero hacen lo mismo a su vez. En el caso del mejor perdedor, no puede enfrentarse al equipo con el que disputó la primera fase de play-offs.

### Final
Se da entre los equipos que ganaron en la etapa de semifinales.

## Calendario
- Número de Juegos: 68 juegos

## Datos Sobresalientes
- Algodoneros de Guasave logra un juego sin hit ni carrera combinado por Lorenzo Retes y Andrés Berumen, logrado en contra de Águilas de Mexicali, siendo el número 37 de la historia de la LMP.

- Vicente Palacios, lanza un juego sin hit ni carrera el 12 de enero de 1994, con los Águilas de Mexicali en contra de Naranjeros de Hermosillo, siendo el número 3 en la historia de la LMP logrado en Play-offs.

## Equipos participantes
| Liga Mexicana del Pacífico 1993-94 |           |                   |                           |                          |           |
| Equipo                             | Fundación | Mánager           | Ciudad                    | Estadio                  | Capacidad |
| Águilas de Mexicali                | 1948      | Por definir       | Mexicali, Baja California | Nido de los Águilas      | 9,000     |
| Algodoneros de Guasave             | 1970      | Por definir       | Guasave, Sinaloa          | Francisco Carranza Limón | 8,000     |
| Cañeros de Los Mochis              | 1947      | Por definir       | Los Mochis, Sinaloa       | Emilio Ibarra Almada     | 6,000     |
| Mayos de Navojoa                   | 1950      | Jim Tracy         | Navojoa, Sonora           | Manuel Ciclón Echeverría | 8,000     |
| Naranjeros de Hermosillo           | 1944      | Por definir       | Hermosillo, Sonora        | Héctor Espino            | 10,000    |
| Tomateros de Culiacán              | 1965      | Marvin Foley      | Culiacán, Sinaloa         | General Ángel Flores     | 10,000    |
| Venados de Mazatlán                | 1945      | Por definir       | Mazatlán, Sinaloa         | Teodoro Mariscal         | 6,000     |
| Yaquis de Ciudad Obregón           | 1947      | Francisco Estrada | Ciudad Obregón, Sonora    | Tomás Oroz Gaytán        | 10,000    |

## Standings

### Primera vuelta
| Equipos                  | JJ | JG | JP | JE | PCT  | JV   | PTS |
| ------------------------ | -- | -- | -- | -- | ---- | ---- | --- |
| Yaquis de Ciudad Obregón | 34 | 23 | 11 | -  | .676 | -    | 8   |
| Mayos de Navojoa         | 34 | 20 | 14 | -  | .588 | 3.0  | 7   |
| Venados de Mazatlán      | 34 | 20 | 14 | -  | .588 | 3.0  | 6   |
| Naranjeros de Hermosillo | 35 | 18 | 17 | -  | .514 | 5.5  | 5   |
| Cañeros de Los Mochis    | 34 | 16 | 18 | -  | .471 | 7.0  | 4   |
| Águilas de Mexicali      | 35 | 16 | 19 | -  | .457 | 7.5  | 3   |
| Tomateros de Culiacán    | 35 | 13 | 22 | -  | .371 | 10.5 | 2   |
| Algodoneros de Guasave   | 35 | 12 | 23 | -  | .343 | 11.5 | 1   |

### Segunda vuelta
| Equipos                  | JJ | JG | JP | JE | PCT  | JV  | PTS |
| ------------------------ | -- | -- | -- | -- | ---- | --- | --- |
| Cañeros de Los Mochis    | 33 | 21 | 12 | -  | .636 | -   | 8   |
| Venados de Mazatlán      | 33 | 20 | 13 | -  | .606 | 1.0 | 7   |
| Naranjeros de Hermosillo | 33 | 19 | 14 | -  | .576 | 2.0 | 6   |
| Águilas de Mexicali      | 33 | 17 | 16 | -  | .515 | 4.0 | 5   |
| Mayos de Navojoa         | 33 | 16 | 17 | -  | .485 | 5.0 | 4   |
| Tomateros de Culiacán    | 33 | 15 | 18 | -  | .455 | 6.0 | 3   |
| Yaquis de Ciudad Obregón | 33 | 12 | 21 | -  | .364 | 9.0 | 2   |
| Algodoneros de Guasave   | 33 | 12 | 21 | -  | .364 | 9.0 | 1   |

### General
| Equipos                  | JJ | JG | JP | JE | PCT  | JV   | PTS |
| ------------------------ | -- | -- | -- | -- | ---- | ---- | --- |
| Venados de Mazatlán      | 67 | 40 | 27 | -  | .597 | -    | 13  |
| Cañeros de Los Mochis    | 67 | 37 | 30 | -  | .552 | 3.0  | 12  |
| Naranjeros de Hermosillo | 68 | 37 | 31 | -  | .544 | 3.5  | 11  |
| Mayos de Navojoa         | 67 | 36 | 31 | -  | .537 | 4.0  | 11  |
| Yaquis de Ciudad Obregón | 67 | 35 | 32 | -  | .522 | 5.0  | 10  |
| Águilas de Mexicali      | 68 | 33 | 35 | -  | .485 | 8.5  | 8   |
| Tomateros de Culiacán    | 68 | 28 | 40 | -  | .412 | 12.5 | 5   |
| Algodoneros de Guasave   | 68 | 24 | 44 | -  | .353 | 16.5 | 2   |

| Avanza a Play-offs |

## Play-offs
|  | Primer Play Off | Primer Play Off | Primer Play Off |            |            | Semifinales | Semifinales | Semifinales |  |            | Final      | Final | Final |  |
|  |                 |                 |                 |            |            |             |             |             |  |            |            |       |       |  |
|  |                 |                 |                 |            |            |             |             |             |  |            |            |       |       |  |
|  | Navojoa         | Navojoa         | 3               |            |            |             |             |             |  |            |            |       |       |  |
|  | Navojoa         | Navojoa         | 3               |            |            |             |             |             |  |            |            |       |       |  |
|  | Hermosillo      | Hermosillo      | 4               |            |            |             |             |             |  |            |            |       |       |  |
|  | Hermosillo      | Hermosillo      | 4               |            | Hermosillo | Hermosillo  | 4           |             |  |            |            |       |       |  |
|  |                 |                 |                 |            | Hermosillo | Hermosillo  | 4           |             |  |            |            |       |       |  |
|  |                 |                 | Mexicali        | Mexicali   | 2          |             |             |             |  |            |            |       |       |  |
|  | Mexicali        | Mexicali        | Mexicali        | Mexicali   | 2          | 4           |             |             |  |            |            |       |       |  |
|  | Mexicali        | Mexicali        |                 |            |            |             |             |             |  |            |            |       |       |  |
|  | Mazatlán        | Mazatlán        | 2               |            |            |             |             |             |  |            |            |       |       |  |
|  | Mazatlán        | Mazatlán        | 2               |            |            |             |             |             |  | Hermosillo | Hermosillo | 4     |       |  |
|  |                 |                 |                 |            |            |             |             |             |  | Hermosillo | Hermosillo | 4     |       |  |
|  |                 |                 | Navojoa         | Navojoa    | 1          |             |             |             |  |            |            |       |       |  |
|  |                 |                 | Navojoa         | Navojoa    | 1          |             |             |             |  |            |            |       |       |  |
|  |                 |                 |                 |            |            |             |             |             |  |            |            |       |       |  |
|  |                 |                 |                 |            |            |             |             |             |  |            |            |       |       |  |
|  |                 | Navojoa         | Navojoa         | 4          |            |             |             |             |  |            |            |       |       |  |
|  |                 |                 |                 | 4          |            |             |             |             |  |            |            |       |       |  |
|  |                 |                 | Los Mochis      | Los Mochis | 1          |             |             |             |  |            |            |       |       |  |
|  | Obregón         | Obregón         | Los Mochis      | Los Mochis | 1          | 1           |             |             |  |            |            |       |       |  |
|  | Obregón         | Obregón         |                 |            |            |             |             |             |  |            |            |       |       |  |
|  | Los Mochis      | Los Mochis      | 4               |            |            |             |             |             |  |            |            |       |       |  |
|  | Los Mochis      | Los Mochis      | 4               |            |            |             |             |             |  |            |            |       |       |  |
|  |                 |                 |                 |            |            |             |             |             |  |            |            |       |       |  |

### Primer Play Off
| Equipos                  | JJ | JG | JP | PCT  | JV  |
| ------------------------ | -- | -- | -- | ---- | --- |
| Cañeros de Los Mochis    | 5  | 4  | 1  | .800 | -   |
| Águilas de Mexicali      | 6  | 4  | 2  | .667 | -   |
| Naranjeros de Hermosillo | 7  | 4  | 3  | .571 | -   |
| Mayos de Navojoa         | 7  | 3  | 4  | .429 | 1.0 |
| Venados de Mazatlán      | 6  | 2  | 4  | .333 | 2.0 |
| Yaquis de Ciudad Obregón | 5  | 1  | 4  | .200 | 4.0 |

| Avanza a semifinales |

| Avanza como comodín |

### Semifinales
| Equipos                  | JJ | JG | JP | PCT  | JV |
| ------------------------ | -- | -- | -- | ---- | --- |
| Mayos de Navojoa         | 5  | 4  | 1  | .800 | - |
| Naranjeros de Hermosillo | 6  | 4  | 2  | .667 | - |
| Águilas de Mexicali      | 6  | 2  | 4  | .333 | 2.0 Game 1 Naranjeros - Águilas Mexicali 7:3 Game 2 Águilas Mexicali - Naranjeros 8:1 Game 3 Naranjeros - Águilas Mexicali l4:2 Game 4 Águilas Mexicali - Naranjeros 4:6 Game 5 Naranjeros - Águilas Mexicali 8:9 Game 6 Águilas Mexicali - Narajeros l:9 |
| Cañeros de Los Mochis    | 5  | 1  | 4  | .200 | 3.0 Game 1 Caneros - Mayos 9:4 Game 2 Mayos - Caneros 6:7 Game 3 Caneros - Mayos 3:9 Game 4 Mayos - Caneros 5:7 Game 5 Caneros - Mayos 4:8 |

| Mayos de Naranjeros Narajeros Avanza a la final |

### Final
| Equipos                  | JJ | JG | JP | PCT  | JV |
| ------------------------ | -- | -- | -- | ---- | --- |
| Naranjeros de Hermosillo | 6  | 4  | 1  | .800 | - |
| Mayos de Navojoa         | 6  | 1  | 4  | .200 | 3.0 Game 1 Naranjeros - Mayos de Navojoa 2:8 Game 2 Mayos - Naranjeros 9:7 Game 3 Naranjeros - Mayos 5:12 Game 4 Mayos - Narajeros 9:7 Game 5 Narajeros - Mayos 13:7 Game 6 Mayos - Narajeros 9:15 |

| Temp 93-94 Campeón       |
| Naranjeros de Hermosillo |

## Cuadro de honor
| Equipos                  | Posición   |
| ------------------------ | ---------- |
| Naranjeros de Hermosillo | Campeón    |
| Mayos de Navojoa         | Subcampeón |
| Águilas de Mexicali      | 3° Lugar   |
| Cañeros de Los Mochis    | 4° Lugar   |
| Venados de Mazatlán      | 5° Lugar   |
| Yaquis de Ciudad Obregón | 6° Lugar   |
| Tomateros de Culiacán    | 7° Lugar   |
| Algodoneros de Guasave   | 8° Lugar   |

## Designaciones
A continuación se muestran a los jugadores más valiosos de la temporada.
| Designación         | Ganador                      | Equipo                   |
| ------------------- | ---------------------------- | ------------------------ |
| Jugador Más Valioso | Cornelio García              | Naranjeros de Hermosillo |
| Pitcher del Año     | Emigdio López                | Águilas de Mexicali      |
| Novato del año      | Gabriel Cabrales             | Yaquis de Ciudad Obregón |
| Mánager del Año     | Jim Tracy                    | Mayos de Navojoa         |
| Mánager Campeón     | Marvin Foley                 | Naranjeros de Hermosillo |
| Campeón de Bateo    | Ted Wood                     | Mayos de Navojoa         |
| Campeón de Pitcheo  | Héctor Heredia               | Mayos de Navojoa         |
| Gerente del año     | Marco Antonio Manzo Martínez | Naranjeros de Hermosillo |